# Tirta Mulyo
Tirta Mulyo is een bestuurslaag in het regentschap Banyuasin van de provincie Zuid-Sumatra, Indonesië. Tirta Mulyo telt 1233 inwoners (volkstelling 2010).